# Heinz Dietrich Stoecker
Heinz Dietrich Stoecker (* 11. November 1915 in Köln; † 1. November 1998 in Bonn) war ein deutscher Botschafter.

## Leben
Der Vater von Heinz Dietrich Stoecker war Otto Stoecker, er leitete die Deutsch-Atlantische Telegraphen-Gesellschaft. Heinz Dietrich Stoecker machte sein Abitur am Prinz-Heinrichs-Gymnasium in Berlin-Schöneberg und studierte Rechtswissenschaft an der Philipps-Universität Marburg und am Lehrstuhl für deutsches Recht der Universität Lausanne. In Marburg wurde er im Corps Hasso-Nassovia aktiv. 1939 wurde Heinz Dietrich Stoecker mit einer Studie zum § 47 Militärstrafgesetz für das Deutsche Reich zum Dr. iur. promoviert.
Von 1939 bis 1940 war Stoecker bei der Wehrmacht. Von 1940 bis 19. August 1942 war Heinz Dietrich Stoecker Referendar bei Ernst Strassmann. 1943 absolvierte Stoecker das zweite juristische Staatsexamen. Von 1943 bis 1945 war er bei der Wehrmacht. Von 1946 bis 1948 war Stoecker Landesgerichtsrat am Landgericht Hamburg. Von 1948 bis 1949 war Stoecker Oberregierungsrat am Deutschen Obergericht für das Vereinigte Wirtschaftsgebiet in Köln. Von 1949 bis 1953 war Stoecker Referent von Thomas Dehler im Bundesministerium der Justiz. 1953 trat Stoecker in den auswärtigen Dienst ein. Von 1954 bis 1957 war er Gesandtschaftsrat in Luxemburg. Von 1957 bis 1961 war er Botschaftsrat I. Klasse und Vertreter von Rudolf Graf Strachwitz als Botschafter beim Heiligen Stuhl. Von 1961 bis 1968 war Stoecker Generalkonsul in Göteborg, Schweden. Er war ab 1968 Mitglied der Gesetzlosen Gesellschaft zu Berlin. Von 1968 bis Mitte 1972 leitete Stoecker die Dienststelle des Auswärtigen Amts in West-Berlin. Die folgende Amtszeit von Stoecker als Botschafter in Schweden (1972–1976) wurde durch die Geiselnahme von Stockholm beendet. 1976–1979 war er Botschafter in Sofia, Bulgarien. Den Ruhestand verlebte er in Röttgen.

## Ehrungen
- Komturkreuz mit Stern des Gregoriusordens (1957)[7]
- Komturkreuz vom Orden der Eichenkrone
- Komturkreuz des Wasaordens
- Verdienstorden der Bundesrepublik Deutschland, Bundesverdienstkreuz 1. Klasse (1968)
- Großes Bundesverdienstkreuz (1975)